# 莱瓦泳龙属
莱瓦泳龙（属名：Leivanectes）是薄板龙科蛇颈龙的一个属，化石发现于哥伦比亚中部阿普第阶晚期的海洋沉积物中。属下包括单一物种伯氏莱瓦泳龙（L. bernadoi），于2019年描述。

## 描述
莱瓦泳龙与同一地层发现的卡拉瓦亚龙区别在于下颌骨牙槽更少及拥有含3个牙槽（卡拉瓦亚龙有5个）的较短下颌骨联合。

## 分布
莱瓦泳龙遗骸发现于昆迪博亚卡高原含化石的帕哈组，该地层在哥伦比亚博亚卡省莱瓦镇附近露出。